# وانغ يانغ (سياسي)
وانغ يانغ (بالصينية: 汪洋) هو سياسي صيني، ولد في 12 مارس 1955 بسوزو في الصين. حزبياً، نشط في الحزب الشيوعي الصيني (1975 – ).

## مناصب
- انتخب عضو مجلس الشعب الصيني  [لغات أخرى]‏ خلال فترته النيابية [الإنجليزية]‏.
- انتخب نائب رئيس مجلس الدولة في جمهورية الصين الشعبية (16 مارس 2013 – ).
- انتخب عضو اللجنة الدائمة للمكتب السياسي للحزب الشيوعي الصيني  [لغات أخرى]‏ (25 أكتوبر 2017 – ).
- انتخب Secretary of the CCP Guangdong Committee ‏ (2007 – 2012).
- انتخب عضو المكتب السياسي للحزب الشيوعي الصيني (22 أكتوبر 2007 – ).